# Pseudotocepheus tenuiseta
Pseudotocepheus tenuiseta är en kvalsterart som beskrevs av Hammer 1966. Pseudotocepheus tenuiseta ingår i släktet Pseudotocepheus och familjen Tetracondylidae. Inga underarter finns listade i Catalogue of Life.